# Pheosia
Pheosia is een geslacht van vlinders van de familie tandvlinders (Notodontidae).

## Soorten
- P. albivertex Hampson, 1892
- P. brandti Bang-Haas, 1937
- P. buddhista Püngeler, 1899
- P. fusiformis Matsumura, 1921
- P. gnoma

Berkenbrandvlerkvlinder Fabricius, 1776
- P. jullieni Oberthür, 1911
- P. portlandia Edwards, 1886
- P. rimosa Packard, 1864
- P. taiwanognoma Nakamura, 1973
- P. teheranica Daniel, 1965
- P. tephroxantha Püngeler, 1900
- P. tremula

Brandvlerkvlinder (Clerck, 1759)